# Croton strobiliformis
Croton strobiliformis är en törelväxtart som beskrevs av Ricardo de Sousa Secco. Croton strobiliformis ingår i släktet Croton och familjen törelväxter. Inga underarter finns listade i Catalogue of Life.